# Britt Robertson
Brittany 'Britt' Leanna Robertson (Charlotte, 18 april 1990) is een Amerikaanse actrice. Ze maakte in 2000 haar acteerdebuut als jongere versie van hoofdrolspeelster Gena Lee Nolin in een aflevering van de televisieserie Sheena. Drie jaar later speelde ze haar eerste filmrol als Carrie in The Ghost Club, waarvoor ze genomineerd werd voor een Young Artist Award.

## Biografie
Robertson groeide op in Chester en heeft drie jongere zussen en drie jongere broers. Ze kreeg thuis les van haar moeder.

## Filmografie
| Film      | Film                                                     | Film                | Film                                  |
| Jaar      | Film                                                     | Rol                 | Opmerkingen                           |
| --------- | -------------------------------------------------------- | ------------------- | ------------------------------------- |
| 2003      | The Ghost Club                                           | Carrie              | Hoofdrol                              |
| 2003      | One of Them                                              | Young Elizabeth     | Video                                 |
| 2004      | Tangled Up in Blue                                       | Tula                | Televisiefilm                         |
| 2004      | The Last Summer                                          | Beth                |                                       |
| 2004      | Growing Pains: Return of the Seavers                     | Michelle Seaver     | Televisiefilms                        |
| 2006      | Women of a Certain Age                                   | Doria               | Televisiefilms                        |
| 2006      | Jesse Stone: Night Passage                               | Michelle Genest     | Televisiefilms                        |
| 2006      | Keeping Up with the Steins                               | Ashley Grunwald     |                                       |
| 2007      | Frank                                                    | Anna Catherine York |                                       |
| 2007      | Dan in Real Life                                         | Cara Burns          |                                       |
| 2008      | From Within                                              | Claire              |                                       |
| 2008      | The Tenth Circle                                         | Trixie Stone        | Televisiefilm                         |
| 2008      | The Spirit of '76: The Making of 'Swingtown'             | Samantha Saxton     | Video's                               |
| 2008      | Have a Nice Resolution: Sex & Morality in 1970's America | Samantha Saxton     | Video's                               |
| 2009      | The Alyson Stoner Project                                | DJ B-Rob            |                                       |
| 2009      | Triple Dog                                               | Chapin Wright       | Hoofdrol                              |
| 2009      | Mother and Child                                         | Violet              |                                       |
| 2010      | Cherry                                                   | Beth                |                                       |
| 2010      | Avalon High                                              | Allie Pennington    | Hoofdrol                              |
| 2010      | The Family Tree                                          | Kelly Burnett       | Post Production                       |
| 2011      | Scream 4                                                 | Marnie Cooper       | Cameo                                 |
| 2012      | The First Time                                           | Aubrey Miller       | Hoofdrol                              |
| 2013      | White Rabbit                                             | Julie               |                                       |
| 2013      | Delivery Man                                             | Kristen             |                                       |
| 2014      | Ask Me Anything                                          | Katie Kemperfelt    | Hoofdrol                              |
| 2014      | Cake                                                     | Becky               |                                       |
| 2015      | The Longest Ride                                         | Sophia Danko        | Hoofdrol                              |
| 2015      | Project T                                                | Casey Newton        | Hoofdrol                              |
| 2016      | Mr. Church                                               | Charlotte           |                                       |
| 2016      | Mother's Day                                             | Kristin             |                                       |
| 2017      | The Space Between Us                                     | Tulsa               | Hoofdrol                              |
| 2020      | I still believe                                          | Melissa Henning     | Hoofdrol                              |
| Televisie |                                                          |                     |                                       |
| Jaar      | Titel                                                    | Rol                 | Opmerkingen                           |
| 2000      | Sheena                                                   | Kleine Sheena       | Aflevering: "Buried Secrets"          |
| 2001      | Power Rangers: Time Force                                | Tammy               | Aflevering: "Uniquely Trip"           |
| 2005      | Freddie                                                  | Mandy               | Aflevering: "Halloween"               |
| 2006      | Freddie                                                  | Mandy               | Aflevering: "Freddie and the Hot Mom" |
| 2007      | The Winner                                               | Vivica              | Pilootaflevering                      |
| 2007      | CSI: Crime Scene Investigation                           | Amy Macalino        | Aflevering: "Go to Hell"              |
| 2008      | Swingtown                                                | Samantha Saxton     | 13 afleveringen                       |
| 2008      | Law & Order: Special Victims Unit                        | Tina Bernardi       | Aflevering: "Babes"                   |
| 2009      | Law & Order: Criminal Intent                             | Kathy Devildis      | Aflevering: "Family Values"           |
| 2009      | Three Rivers                                             | Brenda Stark        | Aflevering: "Good Intentions"         |
| 2010      | Life Unexpected                                          | Lux Cassidy         | Hoofdrol (2009-2010: 26 afleveringen) |
| 2011–2012 | The Secret Circle                                        | Cassie Blake        | Hoofdrol (2011–2012)                  |
| 2013–2014 | Under the Dome                                           | Angie McAlister     | Hoofdrol (2013–2014)                  |
| 2017      | Girlboss                                                 | Sophia Marlowe      | Hoofdrol (2017)                       |